# خوسيه خيمينيز
خوسيه ماريا خيمينيز دي فارغاس (بالإسبانية: José María Giménez de Vargas)، مواليد 20 يناير 1995 في كانلونيس، لاعب كرة قدم أوروغواني، يلعب لصالح أتلتيكو مدريد في الدوري الإسباني ومنتخب الأوروغواي لكرة القدم في مركز الدفاع.

## روابط خارجية
- خوسيه خيمينيز على موقع الاتحاد الدولي (مؤرشف)  (الإنجليزية)
- خوسيه خيمينيز على موقع الاتحاد الأوربي (الإنجليزية)
- خوسيه خيمينيز على موقع قاعدة بيانات كرة القدم.إي يو (الإنجليزية)
- خوسيه خيمينيز على موقع بيانات كرة القدم. دي إي (الألمانية)
- خوسيه خيمينيز على موقع ليكيب (الفرنسية)
- خوسيه خيمينيز على موقع ناشيونال فوتبول تيمز (الإنجليزية)
- خوسيه خيمينيز على موقع Soccerbase.com (لاعب) (الإنجليزية)
- خوسيه خيمينيز على موقع Soccerway.com (الإنجليزية)
- خوسيه خيمينيز على موقع عالم كرة القدم.نت (الإنجليزية)
- خوسيه خيمينيز على موقع AS.com (الإسبانية)